# KSOY Stadion
Das KSOY Stadion ist ein Fußballstadion im finnischen Ort Myllykoski, der zur Stadt Kouvola gehört. Der Fußballverein Myllykosken Pallo -47 (MYPA) hat hier seine sportliche Heimat. 

## Geschichte
1994 begannen die Bauarbeiten und im folgenden Jahr wurde das Fußballstadion in Myllykoski fertiggestellt. Die Sportstätte besteht aus zwei überdachten Längstribünen und hinter den Toren zwei Stahlrohrränge unter freiem Himmel. Derzeit bietet die Sportstätte 4167 Plätze (davon 3004 überdacht). Für die Gästefans sind 159 überdachte Plätze auf der Tribüne C vorgesehen und für behinderte Besucher sind zwanzig Plätze eingerichtet. Das Spielfeld aus Kunstrasen hat eine Rasenheizung sowie ein Bewässerungssystem und die Flutlichtanlage leistet 1200 Lux Beleuchtungsstärke. Sie wurde 1996 mit 800 Lux errichtet, 2006 wurde die Leistung erhöht. 2007 steigerte sich die Kapazität durch eine Erweiterung um 655 Plätze. Es stehen für 20 Busse und 250 Autos Parkplätze am Stadion zur Verfügung. 
Am 12. September 1996 war der FC Liverpool zum Hinspiel der 1. Runde im Europapokal der Pokalsieger 1996/97 zu Gast. Zu der Begegnung kamen 5200 Besucher in das Stadion; was bis heute Zuschauerrekord bedeutet. Der Rekord auf nationaler Ebene wurde bei einer Partie von MYPA gegen Tampere United in der Saison 2005 mit 4395 Fans aufgestellt. In dieser Spielzeit wurde MYPA finnischer Meister.